# المديد (نهم)

تعديل مصدري - تعديل

المديد هي إحدى قرى عزلة عيال منصور بمديرية نهم التابعة لمحافظة صنعاء، بلغ تعداد سكانها 1359 نسمة حسب تعداد اليمن لعام 2004.